# Eclissi solare del 7 marzo 1598
L'eclissi solare del 7 marzo 1598 è un evento astronomico che ha avuto luogo il suddetto giorno attorno alle ore 10.10 UTC. L'eclissi, di tipo totale, è stata visibile in alcune parti dell'Europa.
L'eclissi è durata 1 minuto e 31 secondi ed ha avuto un'ampiezza massima di 156 km.

## Percorso ed osservazioni
Il percorso dell'eclissi totale ha attraversato diagonalmente il Regno Unito dalla da sud ovest in Cornovaglia sino ad Aberdeen, nel nord-est della Scozia. L'astronomo Tycho Brahe ha osservato l'eclissi da una cittadina vicino ad Amburgo, riportandone i dati fondamentali nelle proprie tavole

## Eclissi correlate

### Ciclo di Saros 133
L'evento fa parte del ciclo di Saros 133, che si ripete ogni 18 anni, 11 giorni, contiene 72 eventi. La serie è iniziata con un'eclissi solare parziale il 13 luglio 1219. Contiene eclissi anulari dal 20 novembre 1435 al 13 gennaio 1526, con un'eclissi ibrida il 24 gennaio 1544. Comprende eclissi totali dal 3 febbraio 1562, fino al 21 giugno 2373. La serie termina al membro 72 con un'eclissi parziale il 5 settembre 2499. La durata più lunga della totalità è stata di 6 minuti e 49 secondi il 7 agosto 1850. Le eclissi totali di questo ciclo di Saros divengono sempre più brevi e si manifestano sempre più a sud con ogni iterazione. Tutte le eclissi di questa serie si verificano nel nodo ascendente della Luna.